# Serginho (voleibolista)
 Sérgio Luiz Seixas Francia Nogueira (Belo Horizonte, 25 de agosto de 1978) é um ex-voleibolista brasileiro, com marca de alcance de 322 cm no ataque e 319 cm no bloqueio, atuante na posição de líbero obteve inúmeros títulos nacionais e internacionais.Pela Seleção Brasileira foi medalhista de prata na edição da Copa dos Campeões em 2001.Em clubes conquistou títulos sul-americanos em 1999, 2012, e tem duas medalhas importantes no Mundial de Clubes, a medalha de prata no Mundial de Doha de 2012 e  a de ouro conquistada no Mundial de Betim 2013, esta medalha inédita para o voleibol masculino, conquistando o bicampeonato em 2015 e o tricampeonato em 2016.Conquistou o bicampeonato no Sul-Americano de Clubes de 2014 no Brasil e  o tricampeonato em 2016.

## Carreira
Considerado um dos melhores líberos do Brasil, sua trajetória na modalidade iniciou sem muita pretensão, praticando por brincadeira aos fins de semana e pouco a pouco tendia a seguir carreira, pois, estava desmotivado com o futsal e aos 13 anos de idade resolve levar a sério impulsionado pelo feito histórico da seleção brasileira de voleibol masculino na conquista do ouro olímpico em Barcelona no ano de 1992.
Antes de dedicar-se ao voleibol atuava na posição de goleiro de futsal, segundo os passos de seu pai Rui Nogueira, que defendeu o Clube Atlético Mineiro, sendo que resolveu optar pelo voleibol, mesmo pressupondo que enfrentaria resistência  de seus familiares por tal escolha, mas foi surpreendido por estes que o apoiaram na decisão; sua iniciação ocorreu na categoria juvenil, quando desempenhou a função de levantador por causa da "baixa" estatura em comparação ao cenário internacional do vôlei e desconfiava que as chances em prosseguir no esporte seria limitada após ser dispensado e decidiu parar de vez.
Após a criação da função do líbero em quadra, o técnico Cebola  foi buscá-lo e retornou ao esporte  e passou a treinar na citada função e no ano de 1993 passou a representar o Minas TC e este utilizou a alcunha de Telemig Celular/Minas  na edição do Campeonatoo Sul-Americano de Clubes em 1999, no qual competiu e conquistou sua primeira medalha de ouro na competição.
Sondado para temporada 1999-00 pelo Ulbra/Compaq, Serginho optou pela melhor proposta  e assinou com o este time gaúcho, mas não teve o reconhecimento esperado, retornando na jornada seguinte ao Minas. Na temporada 2000-01 ajudou sua equipe na conquista do título da Superliga 2000-01, sagrando-se bicampeão desta competição na temporada 2001-02. Em 2001 recebe sua primeira convocação para seleção brasileira para disputar a Copa dos Campeões e chegou a final contra o selecionado cubano e conquistou a medalha de prata e declarou que nunca teve uma clara chance na seleção e lamentando que poderia ter mais bagagem internacional. Foi também em 2001 campeão estadual, obtendo bicampeonato consecutivo em 2002.
Em 2003 conquistou o título do Campeonato Mineiro e na Superliga 2003-04 conquistou o terceiro lugar, mesma colocação conquistada na Supercopa Mercosul/III Copa Bento Gonçalves e no Grand Prix/Copa Unisul 40 Anos de 2004. Na Superliga 2004/05 foi vice-campeão ao perder para  o Banespa,  e foi uma derrota inesquecível para Serginho, pois, ocorreu dentro do Ginásio Mineirinho, após estar a frente no quinto set e deixar escapar este título, partida que marcou a frustração de Serginho. Conquistou o tetracampeonato mineiro consecutivamente em 2004. Representou a equipe do Esporte Clube Pinheiros em 2004, e representando novamente este clube nas edições do paulista de 2005 e 2006, conquista o bicampeonato da competição.
Novamente Serginho chega a mais uma final da Superliga Brasileira A, desta vez na temporada 2005-06 e mais uma vez  é vice-campeão  de forma consecutiva, mas o jejum de título acabara na edição da Superliga Brasileira A 2006-07 quando disputa mais uma final e sob pressão pelos vice-campeonatos e de estarem na terceira final consecutiva, sagrou-se campeão desta temporada derrotando a Cimed/Florianópolis , considerada por Serginho a maior vitória diante das citadas circunstâncias.Serginho venceu mais um estadual , se tornando pentacampeão em 2005 e o hexacampeonato em 2006.
Em dezembro de 2006 participou pelo Minas no torneio internacional Flanders Volley Gala na Bélgica que estava em sua vigésima sexta edição, terminou em janeiro de 2007 conquistando o título desta edição e o prêmio de melhor recepção. Em 2007 conquista o heptacampeonato mineiro  de forma sequencial, estabelecendo a hegemonia do seu clube na competição. Na temporada 2007-08 e 2008-09 chega a grande final em ambas temporadas na Superliga, mas obtém dois vice-campeonatos.
Em 2008 foi vice-campeão  do  Campeonato Mineiro e obteve o mesmo resultado alcançado também em 2009. Em 2009 disputou mais um Sul-Americano de Clubes, realizado em Florianópolis, perdendo a chance de conquistar uma medalha, tendo que se contentar com a quarta posição.
Serginho  chegou a declarar que sua saída do Minas TC ocorreu por não sentir ser mais uma prioridade no clube, tinha a sensação de indesejado, saiu juntamente com Ezinho.Em 21 de junho de 2010 inicia sua trajetória vitoriosa com pelo Sada Cruzeiro Vôlei seu novo clube e sua primeira conquista no mesmo deu-se nos Estados Unidos quando disputou o Torneio em Irvine de 2010 e o título do Campeonato Mineiro também em 2010. Na Superliga 2010-11 realizou uma brilhante campanha, deixando muitos favoritos para trás, chega a primeira final pelo novo clube, sagrando-se vice-campeão desta edição e para coroar seu ano de estreia, é eleito a Melhor Recepção e também a Melhor Defesa desta Superliga.Na temporada 2011-12  foi campeão mineiro de 2011, e chegou a mais uma final consecutiva pelo Sada na Superliga 2011-12, sagrando-se campeão nesta edição  e obtendo o título de Melhor Defesa da Superliga Brasileira A e conquistou o bicampeonato do Torneio Internacional de Irvine
Em 2012 disputa o Campeonato Sul-Americano de Clubes em Linares (Chile), e alcançou a medalha de ouro qualificando seu clube para o Mundial também no mesmo no Qatar e no referido Mundial de Clubes, vestiu a camisa#4 do Sada Cruzeiro, quando chegou a final desta competição e por pouco aumenta sua galeria de ouro, perdendo a final e ficando com a prata no mundial de 2012, mas nas premiações individuais  foi o Melhor Líbero, a  Melhor Recepção.
Na Superliga Brasileira A 2012-13 obteve o vice-campeonato, destacando-se com o atleta com melhor defesa. Pelo Sada Cruzeiro disputou mais uma edição do Campeonato Mundial de Clubes, desta vez no ano de 2013, cuja sede foi Betim, vestiu a camisa 17 e conquistou o título e o premio de melhor libero do campeonatos.
Ainda em 2013 conquista seu décimo primeiro título do Campeonato Mineiro, e por este clube disputou a Superliga Brasileira A 2013-14 sagrando-se campeão nesta edição, como também a edição da Copa Brasil de 2014 na cidade de Maringá, ocasião do primeiro título do clube e qualificação para o Campeonato Sul-Americano de Clubes no mesmo ano, e o defendeu na edição do Campeonato Sul-Americano de Clubes de 2014, realizado em Belo Horizonte, conquistando a medalha de ouro e a qualificação para o Campeonato Mundial de Clubes no mesmo ano.
No mencionado Campeonato Mundial de Clubes de 2014, integrou o elenco do Sada Cruzeiro  que disputou esta edição em Belo Horizonte, vestindo a camisa 17, ocasião que finalizou na quarta colocação, e nas estatísticas da competição o sétimo entre os melhores defensores, terceiro colocado no fundamento de recepção.
Renovou por mais uma temporada com o Sada Cruzeiro,  alcançando mais um título do Campeonato Mineiro em 2014, neste mesmo ano sagrou-se tricampeão do Torneio Internacional UC Irvine, conquistou o bronze na Copa Brasil 2015.
Pelo Sada Cruzeiro disputou a edição do Campeonato Sul-Americano de Clubes em 2015, este sediado em San Juan, na Argentina, ocasião que conquistou a medalha de prata sendo premiadao como  melhor líbero do torneio e disputou A edição de Superliga Brasileira A, correspondente a temporada 2014-15 sagrando-se campeão.
Em 2015 também competiu pelo Sada Cruzeiro na Supercopa Brasileira, realizada em Itapetininga, sagrando-se campeão nesta que foi a primeira edição e também na edição do Campeonato Mundial de Clubes sediado em Betim, vestindo a camisa 17 sagrando-se bicampeão.
Nas competições de 2015-16 renovou com o Sada Cruzeiro sagrando-se tricampeão consecutivo na edição do Campeonato Mineiro de 2015 e sagrou-se tricampeão consecutivo nacional na Superliga Brasileira A 2015-16, registrando 216 pontos, destes foram 163 de ataques, 39 de bloqueios e 14 de saques; também alcançou o título da Copa Brasil de 2016, esta sediada em Campinas.
Ainda em 2016 conquistou o bicampeonato na edição do Campeonato Sul-Americano de Clubes, realizado em Taubaté também disputou mais uma edição do Campeonato Mundial de Clubes e vestindo a camisa 17 sagrou-se tricampeão mundial.
Em mais uma temporada consecutiva pelo Sada Cruzeiro conquistou mais uma vez o título do Campeonato Mineiro em 2016 e o bicampeonato da Supercopa Brasileira de 2016; nesta jornada disputou a Superliga Brasileira A 2016-17 alcançando o tetracampeonato consecutivo nacional.
Em 2017 disputou a Copa Brasil realizada em Campinas, ocasião que avançou as semifinais e nesta fase ocorreu a eliminação, também sagrou-se tetracampeão da edição do Campeonato Sul-Americano de Clubes de 2017, sediado em Montes Claros.
Renovou com o Sada Cruzeiro para as competições do período 2017-18, na pré-temporada disputou a edição do Desafio Sul-Americano de Vôlei na San Juan (Argentina) conquistando o título, também alcançando o bicampeonato do Campeonato Mineiro de 2017 e o bicampeonato também na edição da Supercopa de 2017 e conquistou nesta mesma temporada o título da Coa Brasil de 2018 em São Paulo e neste mesmo ano conquistou a medalha de ouro na edição do Campeonato Sul-Americano de Clubes novamente sediada em Montes Claros e foi premiado como o melhor líbero da competição. E venceu a primeira partida da final da Superliga Brasileira A 2017-18 e ao vencer a segunda partida dos playoffs da fase final sagrou-se campeão nacional de forma consecutiva.
Renovou com o Sada Cruzeiro por mais uma temporada e conquistou o título do Campeonato Mineiro de 2018, na sequência conquistou o vice-campeonato da Supercopa Brasileira de 2018 realizada em Belo Horizonte,  sagrando-se campeão do Campeonato Sul-Americano de Clubes em 2019, sediado em Belo Horizonte, também sagrou-se tetracampeão da Copa Brasil em 2019 sediada em Lages e terminou na terceira posição na Superliga Brasileira A 2018-19 após eliminação nas semifinais.
Pela primeira vez na carreira decidiu atuar fora do país, acertou com o clube tcheco Black Volley Beskydy para as competições de 2019-20.

## Títulos e resultados
- Campeonato Mundial de Clubes:2014[34]
- Torneio Internacional UC Irvine: 2010,[8] 2011,[8]2014[39]
- Supercopa Brasileira de Voleibol:2015,[45] 2016[56] e 2017[65]
- Supercopa Brasileira de Voleibol:2018[74]
- Superliga Brasileira-Série A:2000-01,[8] 2001-02,[8] 2006-07,[8] 2011-12,[8] 2013-14,[29] 2014-15,[44] 2015-16,[49] 2016-17[59] e  2017-18[71]
- Superliga Brasileira-Série A: 2010-11,[8] 2012-13[8]
- Superliga Brasileira-Série A:2018-19
- Copa Brasil:2014,[30]2016,[51]2018[66] e 2019
- Copa Brasil:2015[40]
- Campeonato Mineiroː2001,[9] 2002,[9] 2003,[9] 2004,[9] 2005,[9] 2006,[9] 2007,[9]2010,[8]  2011,[8] 2012,[8] 2013,[27]2014,[38] 2015,[48] 2016,[55] 2017[64] e 2018[72]
- Campeonato Gaúchoː2000[9]

## Premiações individuais
- Melhor Recepção da  Superliga Brasileira A  de 2000-01[9]
- Melhor Recepção da  Superliga Brasileira A  de 2001-02[9]
- Melhor Defesa da  Superliga Brasileira A  de 2003-04[9]
- 2006-07 - Melhor Recepção Torneio Flanders Volley Gala Bélgica[8][9]
- Melhor Recepção da  Superliga Brasileira A  de 2006-07[9]
- Melhor Recepção da Copa Brasil de 2007
- Melhor Recepção da  Superliga Brasileira A  de 2007-08[9]
- Melhor Defesa da  Superliga Brasileira A  de 2008-09[9]
- Melhor Recepção da  Superliga Brasileira A  de 2010-11[9]
- Melhor Defesa da  Superliga Brasileira A  de 2010-11[8]
- Melhor Defesa da  Superliga Brasileira A  de 2011-12[8]
- Melhor Defesa da  Superliga Brasileira A  de 2012-13[8]
- Melhor Líbero do Campeonato Mundial de Clubes de 2012[20]
- Melhor Recepção do Campeonato Mundial de Clubes de 2012[20]
- Melhor Defensor do Campeonato Mundial de Clubes de 2012[20]
- Melhor Líbero do Campeonato Mundial de Clubes de 2013[26]
- 3º Melhor Defensor do Campeonato Mundial de Clubes de 2013
- 3ª Melhor Recepção do Campeonato Mundial de Clubes de 2013
- Melhor Líbero do Campeonato Sul-Americano de Clubes de 2015[42]
- Melhor Líbero do Campeonato Sul-Americano de Clubes de 2018[69]